# Folkebladet (1880–1921)

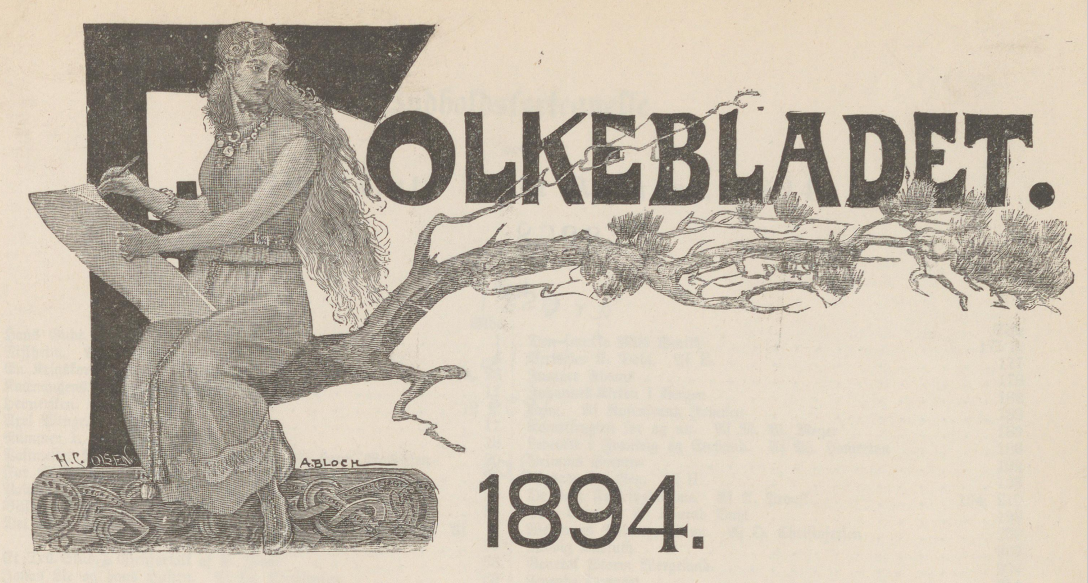
Kopf des Folkebladet, 1894

Folkebladet war eine illustrierte „Unterhaltungszeitschrift für Stadt und Land“ (norwegisch: underholdningsblad for by og bygd), die im Januar 1880 vom Verleger und Buchhändler Albert Cammermeyer gegründet wurde. Sie erschien zunächst wöchentlich in schlichter Ausstattung als Beilage zu Norsk Familieblad in Cammermeyers Verlag.
1883 wurde Folkebladet an den Verleger der Zeitschrift Dagen, den Schriftsteller Jacob B. Bull verkauft, der sie ab Neujahr 1887 inhaltlich erweitert und in verbesserter Ausstattung in vierzehntägigem Abstand herausgab. Durch ihre „Rolle bei der Verbreitung populärer, aber solider Informationen“ gelangte die Zeitschrift zu einem gewissen Ansehen.
1891 wurde der Verlag der Zeitschrift von einer Personengesellschaft übernommen und Hartvig Marcus Lassen mit der Redaktion betraut. Nach 1897 wechselte die Zeitschrift mehrmals Besitzer und Herausgeber, bis sie 1921 eingestellt wurde. Noch zwei Jahre vor ihrem Ende wurde durch Salmonsens Konversationsleksikon lobend erwähnt, dass das Folkebladet „in letzter Zeit gute Bilder der norwegischen Natur und Porträts mit Biographien berühmter Norweger in den Vordergrund gestellt hat.“